# Autopista A1 (Suiza)

Identificación de la autopista A1

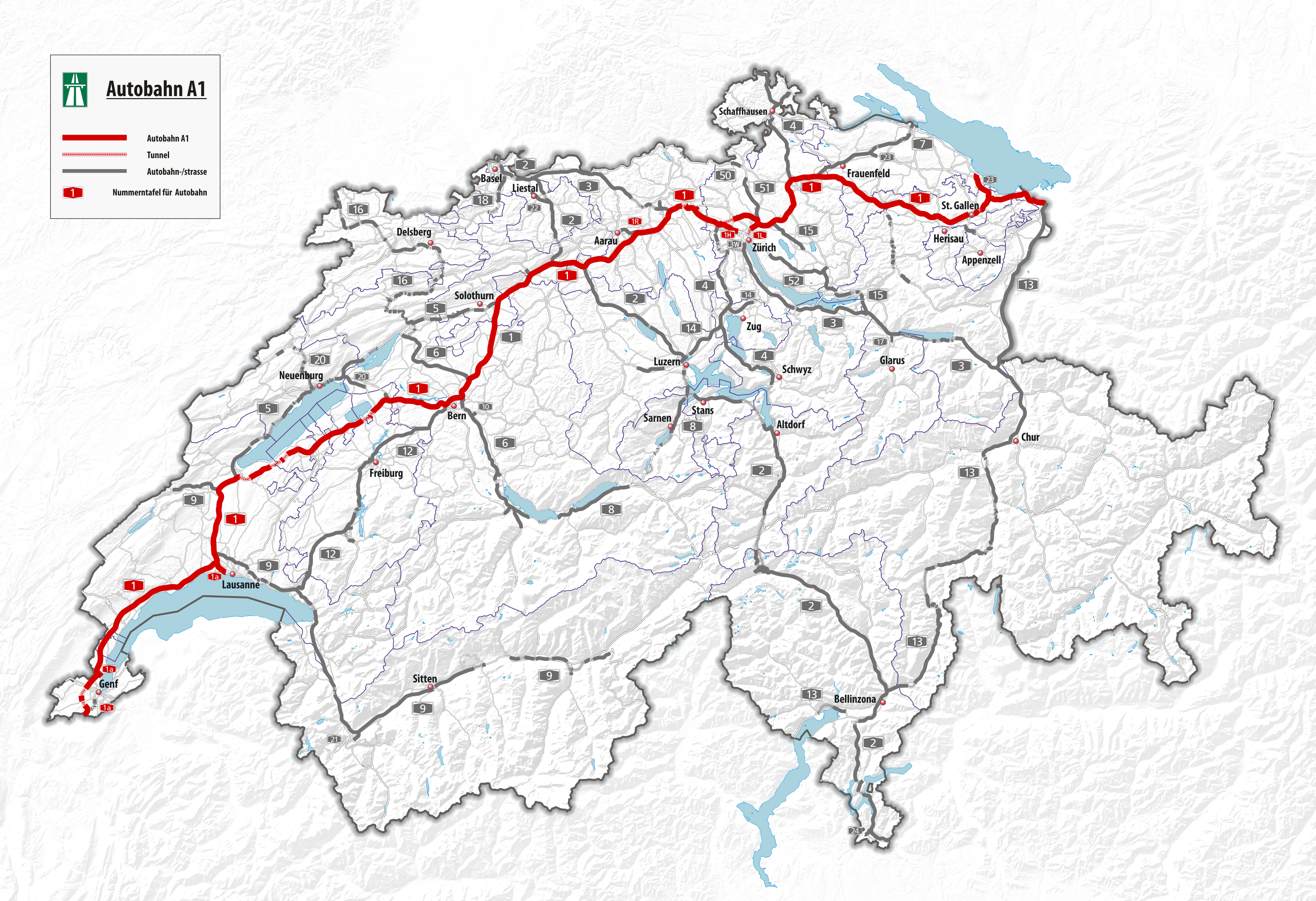
La autopista A1 en Suiza

La A1 es una autopista en Suiza. Sigue el eje principal este-oeste de Suiza, desde St. Margrethen en el cantón de St. Gallen, en el noreste de Suiza, hasta Ginebra, en el suroeste de Suiza. Con 383 kilómetros de longitud, fue inaugurada en 1964.
La autopista A1 está conectada a través de una calle de rodaje en el hangar 5 con el aeródromo de la base aérea de Payerne y, si es necesario, se puede utilizar como pista de despegue y aterrizaje. Sin embargo, esta posibilidad nunca se ha utilizado desde la construcción de la carretera.